# William Fiennes (Schriftsteller)
Hon. William John Fiennes FRSL (* 7. August 1970) ist ein britischer Literaturkritiker und Schriftsteller, der mit dem Hawthornden-Preis und dem Somerset Maugham Award ausgezeichnet wurde.

## Leben
Er stammt aus der Familie Fiennes vom Broughton Castle in der Nähe von Banbury und ist der jüngste Sohn von Nathaniel Fiennes, 21. Baron Saye and Sele. Zu seinen entfernteren Verwandten gehören der Forscher Ranulph Fiennes sowie die Schauspieler Ralph Fiennes und Joseph Fiennes. Zu den weitläufigeren Vorfahren der Familie gehörte auch die Reiseschriftstellerin Celia Fiennes, die zwischen 1684 und 1712 als erste Frau alle englischen Grafschaften bereiste.
Nach dem Besuch des Eton College studierte Fiennes an der University of Oxford und war anschließend als Lehrer tätig. Bereits während seines Studiums wurde bei ihm Morbus Crohn diagnostiziert.
2002 erschien sein erstes Buch The Snow Geese, in dem er vom Vogelzug der Großen Schneegans durch Nordamerika berichtete. Für dieses Buch wurde er 2003 mit dem Hawthornden-Preis, dem Somerset Maugham Award sowie dem Young Writer of the Year Award der Sunday Times ausgezeichnet und war auch für den Samuel Johnson Prize nominiert. Danach war er zwei Jahre als Fellow für kreatives Schreiben am Wolfson College der University of Oxford tätig und ist seit 2007 sogenannter Writer-in-Residence an der Amerikanischen Schule in London.
Im Jahr 2009 veröffentlichte er sein zweites Buch The Music Room, das von einem jungen Mann erzählt, der mit seinem an Epilepsien und Hirnschäden leidenden Bruder in einem Schloss aufwächst. Dieses Buch war unter anderem für den Costa Book Award und den Duff Cooper Prize nominiert. Darüber hinaus wurde er 2009 Fellow der Royal Society of Literature.

## Veröffentlichungen
in deutscher Sprache
- Der Zug der Schneegänse : eine Reise zwischen Himmel und Erde, Originaltitel The Snow Geese, 2004, ISBN 3-446-20488-1